# 1819 en arts plastiques
| Années des arts plastiques : 1816 - 1817 - 1818 - 1819 - 1820 - 1821 - 1822    |
| Décennies des arts plastiques : 1780 - 1790 - 1800 - 1810 - 1820 - 1830 - 1840 |

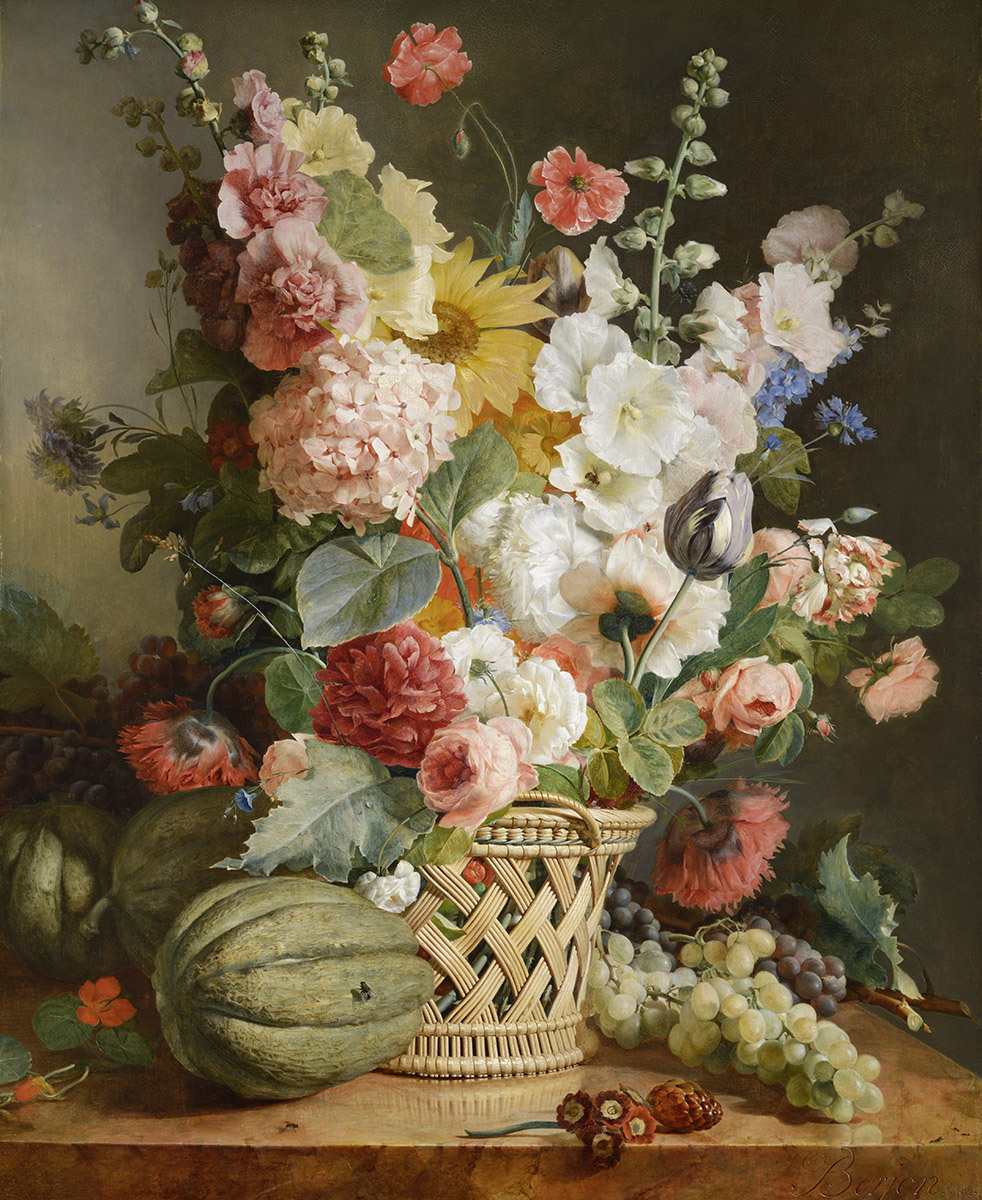
Nature morte de fleurs, de coquillages, de tête de requin et de pétrifications d'Antoine Berjon

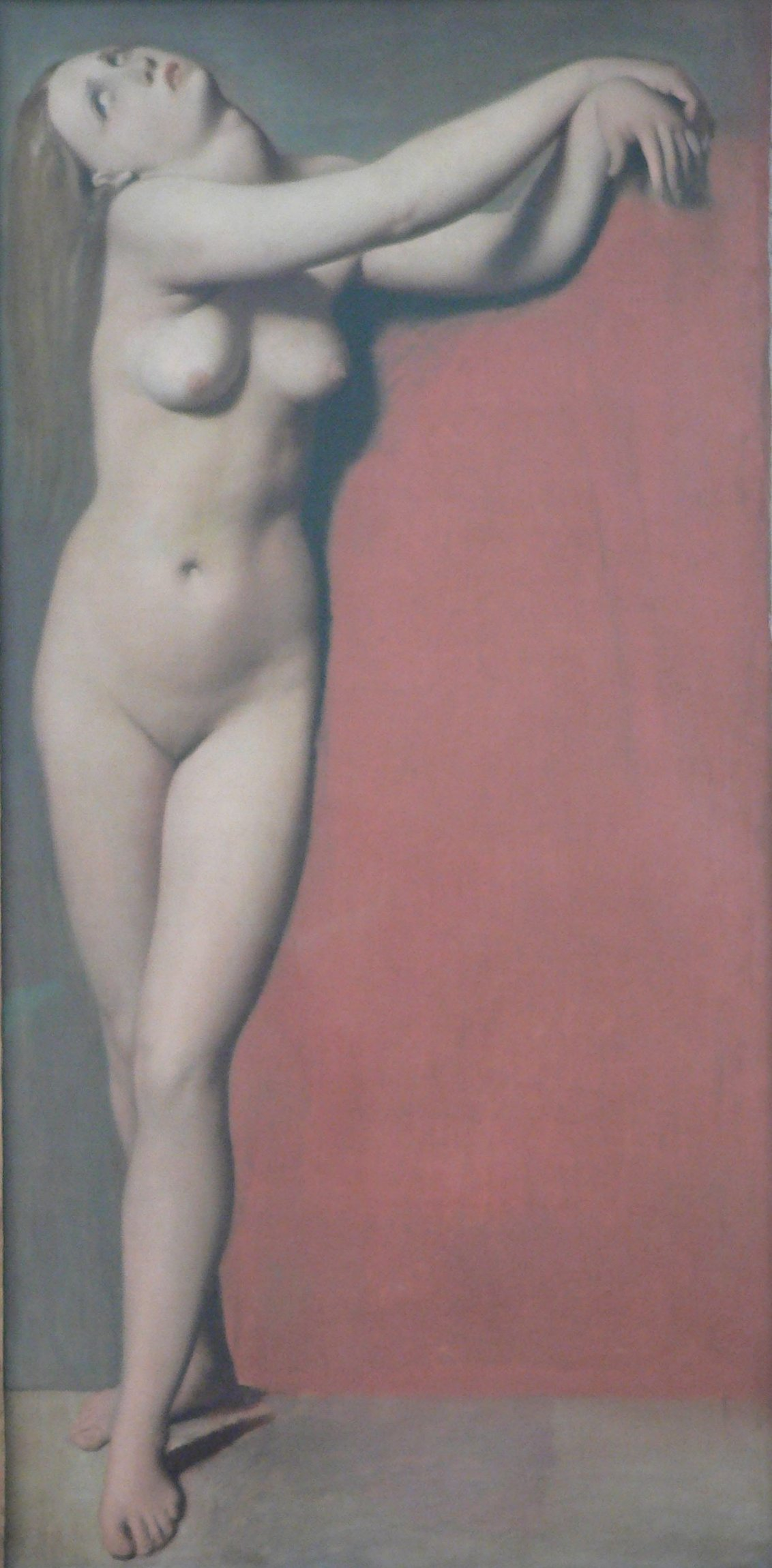
Étude pour Roger délivrant Angélique, d’Ingres.

Cette page concerne l'année 1819 en arts plastiques.

## Événements
- 27 février : Francisco de Goya acquiert la propriété de la Quinta del Sordo, où il peindra les Peintures noires (il y restera jusqu'en 1823).

## Œuvres
- Présentation de la table de toilette de la duchesse de Berry à l'Exposition des produits de l'industrie de 1819.
- La Dernière Communion de saint José Calasanz, huile sur toile de Francisco de Goya.
- Nature morte de fleurs, de coquillages, de tête de requin et de pétrifications, huile sur toile d'Antoine Berjon, Philadelphia Museum of Art, Philadelphie, États-Unis
- v. 1818-1819 : Le Radeau de La Méduse, huile sur toile de Théodore Géricault.
- v. 1812-1819 : huiles sur table de Francisco de Goya
  - Tribunal de l'Inquisition
  - La Maison de fous

## Naissances
- 8 janvier : Louis-Joseph Ghémar, lithographe, peintre et photographe belge († 11 mai 1873),
- 16 janvier : 
  - Henri Blanc-Fontaine, peintre français († 20 décembre 1897),
  - François Tabar, peintre français († 29 mars 1869),
- 19 janvier : Pierre Justin Ouvrié, peintre et lithographe français († 23 octobre 1879),
- 27 janvier : Charles Crauk, peintre français († 30 mai 1905),
- 1er février : Auguste Louis Jobbé-Duval, peintre décorateur français († 28 janvier 1881),
- 18 février : Théodore Valerio, peintre, graveur et lithographe français († 14 septembre 1879),
- ? février : Gaetano Bianchi, restaurateur d'art et peintre italien († 1892),
- 3 mars : Antoine Louis Roussin, peintre et lithographe français († 18 mars 1894),
- 2 avril : Amélie von Schwerin, peintre animalière et de paysage suédoise († 26 janvier 1897),
- 10 avril : Ferdinand Richardt, peintre  dano-américain († 29 octobre 1895),
- 9 mai : 
  - Marie Octavie Sturel Paigné, peintre française († 13 janvier 1854),
  - Jean Joseph Dehoy, peintre et graveur belge († 12 mars 1846),
- 25 mai : Mason Jackson, graveur britannique († 28 décembre 1903),
- 3 juin : Johan Barthold Jongkind, peintre, aquarelliste et graveur néerlandais († 9 février 1891),
- 10 juin : Gustave Courbet, peintre français († 31 décembre 1877),
- 12 juin : Arthur John Strutt, peintre et graveur britannique († juin 1888),
- 18 juin : Sébastien Charles Giraud, peintre et dessinateur français († 30 septembre 1892),
- 28 juin : Henri Harpignies, peintre paysagiste, aquarelliste et graveur français († 28 août 1916),
- 2 juillet : Jean Baptiste Marie Fouque,  peintre français († 11 avril 1880),
- 11 août : Martin Johnson Heade, peintre américain († 4 septembre 1904),
- 19 août : Thomas Robertson, navigateur et peintre américain († 8 juillet 1873),
- 6 septembre : Alexandre-Amédée Dupuy Delaroche, peintre français († 26 octobre 1887),
- 20 septembre : Théodore Chassériau, peintre français († 8 octobre 1856),
- 24 septembre : Édouard Jean Conrad Hamman, peintre, graveur et illustrateur belge († 30 mars 1888),
- 28 septembre : Aimé Millet, sculpteur, graveur médailleur et peintre français († 14 janvier 1891),
- 8 novembre : Victor Navlet, peintre français († 3 mars 1886),
- 21 novembre : Félix Villé, peintre français († 22 septembre 1907),
- 30 novembre : Amédée Jullien, peintre, graveur, historien, directeur de musée, notaire et maire français († 10 novembre 1887),
- 3 décembre : Victor Monmignaut, peintre français († 11 avril 1891),
- 12 décembre : Jules Lenepveu, peintre français († 16 octobre 1898),
- ? : Giovanni Battista Garberini, peintre et sculpteur italien († 1896).

## Décès
- 11 janvier : José Juan Camarón y Meliá, peintre et graveur espagnol (° 26 décembre 1760),
- 4 février : George Henry Harlow, peintre britannique (° 10 juin 1787),
- 16 février : Pierre-Henri de Valenciennes, peintre français (° 6 décembre 1750),
- 2 avril : Blaise Barthélémy,  sculpteur lyonnais (° 25 janvier 1738),
- 25 mai :  Amable Louis Claude Pagnest, peintre français (° 9 juin 1790),
- 15 septembre : Johann Georg Edlinger, peintre portraitiste autrichien (° 1er mars 1741),
- 20 octobre : Jean-Baptiste Coste, peintre français (° 17 mars 1746),
- 9 décembre : Pierre Noël Violet, peintre et graveur français (° 25 décembre 1749),

- ? :
  - Jean-Jérôme Baugean, peintre, dessinateur et graveur français (° 18 juin 1764),
  - Paolo Borroni, peintre italien (° 1749),
  - Santo Cattaneo, peintre italien (° 1739),

- Après 1819 :
- Henri-Nicolas Van Gorp, peintre et aquarelliste français (° vers 1756).